# Konsortialbank
Konsortialbank ist ein Kreditinstitut, das als Mitglied eines Bankenkonsortiums fungiert und im Rahmen dieses Konsortiums mit der Durchführung eines bestimmten Bankgeschäfts betraut wurde.

## Arten
Häufigste Arten im Konsortialgeschäft sind die Emission von Wertpapieren am Kapitalmarkt (Aktien, Anleihen) oder an private Investoren (Emissionskonsortium), die Gewährung von Krediten (Konsortialkredit) oder die gemeinsame Verwaltung von Kreditsicherheiten im Rahmen eines Sicherheitenpools.

## Rechtsgrundlagen
Die in einem Konsortium zusammengefassten Kreditinstitute bilden nach deutschem Recht eine Gesellschaft bürgerlichen Rechts (GbR oder auch BGB-Gesellschaft) nach den §§ 705 ff. BGB. Ein Konsortium dieser Art kann organisiert sein als Innen- oder Außenkonsortium, je nachdem, ob der Bankkunde über die Gründung eines Bankkonsortiums informiert wird oder nicht.
Das Außenkonsortium tritt gegenüber dem Bankkunden als solches in Vertragsbeziehungen, wobei der Konsortialführer gegenüber dem Bankkunden auch im Namen des Konsortiums handelt. Beim Innenkonsortium handelt der Konsortialführer ausschließlich im eigenen Namen, aber für Rechnung der Konsortialbanken, die beim offenen Innenkonsortium dem Bankkunden bekannt gegeben werden. Rechtsbeziehungen bestehen beim Innenkonsortium ebenfalls nur zwischen dem Bankkunden und dem Konsortialführer. Nur als Außenkonsortium genießt es Rechts- und Parteifähigkeit und kann somit Inhaber einer Forderung oder Schuldnerin des Bankkunden werden. Abweichend von § 709 BGB liegt die Geschäftsführungsbefugnis beim Konsortialführer, die mindestens die Führung der Verhandlungen mit dem Bankkunden umfasst. Nach der Rechtsprechung des Bundesgerichtshofs haften die Konsortialbanken akzessorisch für Pflichtverletzungen der Konsortialführerin.
Diese Außenhaftung kann im Konsortialvertrag auf die Innenhaftung innerhalb des Konsortiums verteilt werden. Für das Innenverhältnis zwischen Konsortialführer und den Konsortialbanken gelten die Vorschriften über den Geschäftsbesorgungsvertrag (§§ 675 ff. BGB). Beim zentralisierten Konsortium wird die Geschäftsabwicklung vom Konsortialführer übernommen, der im Innenverhältnis mit den Konsortialbanken quotal abrechnet, weswegen das Innenkonsortium regelmäßig als zentralisiertes Konsortium geführt wird. Alleiniger Gläubiger der Forderungen und alleiniger Schuldner der Leistungen ist in beiden Fällen der Konsortialführer, so dass der Bankkunde auch nur gegen diesen eine einheitliche Forderung/Verbindlichkeit bilanzieren muss.
Das Angebot eines Konsortiums zur Emission von Wertpapieren gilt als invitatio ad offerendum und nicht als Angebot im Sinne des § 145 BGB, weil es lediglich eine Aufforderung zur Abgabe von Kaufangeboten an die Anleger abgibt. Das Angebot geben die interessierten Anleger selbst ab.

## Mitglieder des Konsortiums
Das Konsortium ist streng hierarchisch gegliedert. Der Konsortialführer, der meist auch die höheren Konsortialquoten übernimmt, führt die Konsortialbanken.

### Konsortialführer
Der Konsortialführer (englisch Sole mandated lead arranger) oder die Konsortialführer (englisch Joint mandated lead arrangers) übernimmt als primus inter pares die Koordination zwischen dem Konsortium und dem Bankkunden sowohl bei der Erstellung des Konsortialvertrages als auch bei der Abwicklung des Konsortialgeschäfts. Ihm obliegt – abweichend von § 709 BGB – die alleinige Geschäftsführungsbefugnis, die mindestens aus der Verhandlungsführung mit dem Bankkunden besteht. In der Regel teilt sich der Konsortialführer die höchsten Konsortialquoten zu.

### Konsortialbanken
Die Konsortialbanken lassen sich – je nach Größe des Konsortiums – unterteilen in Lead Arrangers, Arrangers und bloße Participants. Diese hierarchische Gliederung hängt lediglich mit den übernommenen Konsortialquoten zusammen und hat ansonsten keine rechtlichen Auswirkungen. Die Konsortialbanken übernehmen einen bestimmten prozentualen Anteil am gesamten Volumen des Konsortialvertrages, die so genannte Konsortialquote. Um die Haftung der Konsortialbanken auf ihre Konsortialquoten zu beschränken, ist eine ausdrückliche Haftungsbegrenzung im Konsortialvertrag erforderlich, wobei eine nach außen kenntlich gemachte Regelung im Innenverhältnis nicht genügt.

## Konsortialvorbehalt oder Underwriting
Ein (strenger) Syndizierungs- oder Konsortialvorbehalt des Konsortialführers steht unter der Bedingung, dass die endgültige Höhe der Kreditgewährung oder die endgültige Höhe des Platzierungsvolumens von Wertpapieren von den zu übernehmenden Konsortialanteilen der Konsortialbanken abhängig ist (englisch best effort). Der Konsortialführer macht dabei die Gewährung eines Konsortialkredites oder die Platzierung einer Emission von den vorliegenden Konsortialzusagen der Konsortialbanken abhängig. Wird die vorgesehene Kredithöhe oder das geplante Emissionsvolumen nicht erreicht, kommt der Konsortialvertrag entweder nicht oder nur in Höhe der gemachten Konsortialzusagen/des platzierten Volumens zustande. Bei Emissionskonsortien (Wertpapiere) handelt es sich in diesem Fall um ein Begebungskonsortium, das der Regelung des § 1 Abs. 1 Satz 2 Nr. 4 KWG (Finanzkommissionsgeschäft) unterliegt.
Beim Underwriting hingegen verpflichtet sich der Konsortialführer verbindlich, einen genau festgelegten Kreditbetrag zur Verfügung zu stellen oder den gesamten Emissionsbetrag zu übernehmen, ohne dass es auf die gesamten Konsortialanteile künftiger Konsortialbanken ankommt; dabei geht der Konsortialführer das Risiko ein, im schlechtesten Falle den gesamten Kreditbetrag oder die gesamte Emission alleine darstellen, platzieren oder übernehmen zu müssen (Übernahmekonsortium). Das Underwriting gilt aufsichtsrechtlich als Emissionsgeschäft nach § 1 Abs. 1 Satz 2 Nr. 10 KWG.

## Konsortialvertrag
Beim Konsortialvertrag ist zu unterscheiden zwischen dem eigentlichen Vertragsinhalt und den konsortialtypischen Regelungen. Der eigentliche Konsortialvertrag (etwa ein Kredit beim Konsortialkredit oder Wertpapiere beim Emissionskonsortium) folgt den hierfür vorgesehenen Regelungen (also Darlehens- oder Auftragsrecht). Konsortialtypische Regelungen wie etwa die Führung des Konsortiums oder Haftungsquoten der Konsortialbanken folgen den Bestimmungen der §§ 705 ff. in Verbindung mit § 675 BGB. Im Außenkonsortium wird der Konsortialvertrag im Namen des Konsortiums abgeschlossen, so dass das rechtsfähige Konsortium berechtigt und verpflichtet wird; der Konsortialführer vertritt dabei die Konsortialbanken.
Die britische Loan Market Association und das US-Pendant Loan Syndications and Trading Association haben sich darauf spezialisiert, standardisierte Konsortialverträge zu entwickeln, um den Konsorten und ihren Kunden die Verhandlungen über den Konsortialgegenstand und das Innenverhältnis im Konsortium zu erleichtern. Dabei wurden Klauseln entwickelt, die Eingang in die Vertragspraxis der Banken gefunden haben (wie etwa die Material-Adverse-Change-Klausel und Covenants). Die Verträge sind nach dem angelsächsischen Recht des Case law aufgebaut und definieren jedwede auch nur als unwahrscheinlich erachtete Situation. Bestimmte Mindestbausteine (englisch Boiler plates) befassen sich mit den vertragserheblichen Rechtsfragen.

## Zweck und Ziele
Konsortien werden gegründet, wenn die Kredithöhe melderechtliche Grenzen für das einzelne Kreditinstitut (etwa Großkredite nach § 13 KWG und Art. 392 Kapitaladäquanzverordnung) überschreitet, das Emissionsvolumen für ein einzelnes Institut zu groß ist oder wenn für eine einzelne Bank hierdurch Klumpenrisiken entstehen würden. Durch Verteilung auf verschiedene, nicht konzernverbundene Banken werden diese Risiken gemindert. Das Konsortium ist damit ein wesentliches Instrument der Risikostreuung. Dem Bankkunden wird durch ein Konsortium die Aufnahme einer Vielzahl von Geschäftsverbindungen bei verschiedenen Banken mit möglicherweise unterschiedlichen Konditionen erspart, weil er beim Konsortium lediglich mit dem Konsortialführer kommunizieren muss und einheitliche Konditionen erhält. Ist das Konsortialgeschäft endgültig abgewickelt, endet auch der Zweck des Konsortiums, für den es gebildet wurde.